# جو هيو
جو هيو (بالإنجليزية: Joe Vaughan)‏ هو نقابي وعامل كهربائي وسياسي بريطاني، ولد في 1878. حزبياً، نشط في الحزب الليبرالي وBritish Socialist Party ‏ وحزب العمال والحزب الشيوعي في بريطانيا العظمى.